# Glenea multiguttata
Glenea multiguttata là một loài bọ cánh cứng trong họ Cerambycidae.